# (33437) 1999 FK9
1999 FK9 (asteroide 33437) é um asteroide da cintura principal. Possui uma excentricidade de 0.13485340 e uma inclinação de 3.47802º.
Este asteroide foi descoberto no dia 22 de março de 1999 por LONEOS em Anderson Mesa.